# Nguyễn Văn Nam (học sinh)
Nguyễn Văn Nam (19 tháng 5, 1995 – 30 tháng 4, 2013), là học sinh lớp 12T7 của Trường Trung học phổ thông Đô Lương 1, huyện Đô Lương, tỉnh Nghệ An vào thời điểm xảy ra sự kiện. 
Nam đã cứu sống 5 em học sinh nhỏ ở xã Trung Sơn, huyện Đô Lương, tỉnh Nghệ An ngày 30 tháng 4 năm 2013 khỏi bị đuối nước. Không may mắn, sau khi cứu được em học sinh cuối cùng, Nam đã kiệt sức và chết đuối. Sau đó, Nam được truy tặng Huân chương Dũng cảm của Nhà nước Việt Nam. Trước đó, Nam cũng đã từng 4 lần cứu người chết đuối.
Ngày 4 tháng 5 năm 2013, Chủ tịch nước Cộng hòa xã hội chủ nghĩa Việt Nam, Trương Tấn Sang đã viết thư chia buồn với gia đình Nam và sẽ xem xét việc truy tặng Huân chương Dũng cảm cho em. Ngày 5 tháng 5 năm 2013, Nam được Bộ Giáo dục và Đào tạo Việt Nam tặng bằng khen Ngày 6 tháng 5 năm 2013, Trung ương Đoàn Thanh niên Cộng sản Hồ Chí Minh đã truy tặng Huy chương Tuổi trẻ dũng cảm cho em.
Ngày 13 tháng 5 năm 2013, Chủ tịch nước Việt Nam truy tặng Huân chương Dũng cảm cho em. Ngày 2 tháng 6 năm 2013, đề thi môn Văn học trong Kỳ thi tốt nghiệp trung học phổ thông tại Việt Nam đã sử dụng một đoạn trích từ báo Thanh Niên về gương hi sinh cứu người của Nguyễn Văn Nam.

## Thân thế
Nam sinh ngày 19 tháng 5 năm 1995. Nam là con thứ 2 trong gia đình nghèo có 3 chị em, chị đã đậu đại học và đang đi làm thuê để có tiền ở trọ, Nam là học sinh lớp 12, còn em của Nam học lớp 9. Gia đình Nam quê ở xã Trung Sơn, huyện Đô Lương, tỉnh Nghệ An.
Cha của em là Nguyễn Văn Điếu, năm đó tròn 49 tuổi, còn mẹ em là Nguyễn Thị Thanh. Hoàn cảnh gia đình em khó khăn, nhưng em vẫn cố gắng vươn lên trong học tập. Học kỳ I năm học 2012 – 2013, Nam được nhận học bổng "Học sinh nghèo vượt khó" của trường Trung học Phổ thông Đô Lương 1.
Trước khi xảy ra sự việc, Nam đã hai lần cứu tất cả bốn người khỏi chết đuối, lần này là lần thứ 3 với 5 người, tổng cộng 9 người đã được Nam cứu. Một số người có liên quan đến vụ việc này đã kể lại những câu chuyện như sau:
Ông Nguyễn Hữu Đông kể: 
Cách đây không lâu Nam từng giúp tôi, giờ Nam lại cứu con tôi thoát chết. Hôm đó tôi bị tai nạn nát bàn tay, dọc đường thì gặp Nam đang đi học. Thấy tay tôi đầm máu, Nam dừng xe đạp đỡ tôi lên xe, chở đến trạm xá rồi mới đến trường.
Còn cô Nguyễn Thị Kiều Hương – Hiệu trưởng Trường Trung học phổ thông Đô Lương 1 – thì nhắc tới một đức tính thương bạn của Nam:
Nhiều hôm hết giờ học, thấy bạn ở cách trường 5km nhờ chở về là Nam sẵn sàng giúp bạn ngay. Nam là học trò chăm ngoan, đặc biệt rất năng nổ trong công tác của đoàn trường.

## Diễn biến sự kiện
Ngày 30 tháng 4 năm 2013, sau khi ăn bữa cơm trưa mừng mẹ mới mua cho chị chiếc xe máy, khoảng 14 giờ 30 phút, Nam đi bắt tổ chim ở bãi tắm Động Chùa gần nhà thì thấy 5 em nhỏ bị đuối nước. Không chút do dự, Nam cởi phăng áo, lao xuống sông.
Trong khoảng 20 phút đầu vật lộn với dòng nước chảy khá mạnh, Nam cứu được 4 em nhỏ, đưa lên bờ là các em Nguyễn Công Linh, Nguyễn Công Lương, Nguyễn Công Mạnh, Trần Quốc Mạnh.
Sau khi đưa được 4 em lên bờ nhưng thấy vẫn còn em Nguyễn Hữu Đô đang ở dưới sông, có nguy cơ chìm dần trong dòng nước, lúc này mặc dù đã rất mệt vì đuối sức nhưng Nam vẫn cố bơi ra sông để cứu em Đô. Khi dìu được em Đô lên gần đến bờ cũng là lúc Nam kiệt sức, không cưỡng lại được dòng nước nên đã bị nhấn chìm và tử vong. Đến chiều cùng ngày, thi thể em Nam đã được tìm thấy và đưa về gia đình an táng.

## Vinh danh
Bí thư huyện Đoàn Đô Lương Nguyễn Đức Lương cho biết, huyện đoàn Đô Lương đã làm báo cáo gửi tỉnh đoàn Nghệ An đề nghị trung ương Đoàn khen thưởng tinh thần dũng cảm của đoàn viên Nguyễn Văn Nam.
Bí thư Tỉnh đoàn Nghệ An Nguyễn Đình Hùng cho biết: "Chúng tôi sẽ phát động đoàn viên, thanh niên học tập gương hi sinh dũng cảm của Nam trong "Ngày hội nhân ái" hằng năm của tỉnh đoàn". Anh Hùng còn nói Trung ương Đoàn đang xét tặng bằng khen cho Nguyễn Văn Nam.
Ông Nguyễn Trọng Hoàn, chánh văn phòng Sở GD – ĐT Nghệ An, cho biết đã làm thủ tục đề nghị Ủy ban Nhân dân tỉnh Nghệ An và Chủ tịch nước Cộng hòa xã hội chủ nghĩa Việt Nam tặng Huân chương Dũng cảm cho học sinh Nguyễn Văn Nam.
Tỉnh đoàn Nghệ An cũng đã lập hồ sơ đề nghị Trung ương Đoàn truy tặng Huy chương Tuổi trẻ Dũng cảm cho em Nam.

### Danh hiệu và truy tặng
- Ngay sau khi sự việc xảy ra, huyện Đoàn Đô Lương đã truy tặng giấy khen cho Nam vì dũng cảm cứu người.[10]
- Ngày 3 tháng 5 năm 2013, Ủy ban nhân dân tỉnh Nghệ An đã truy tặng bằng khen cho em về việc dũng cảm cứu người[11]
- Ngày 5 tháng 5 năm 2013, Bộ trưởng Bộ Giáo dục và Đào tạo Việt Nam đã truy tặng bằng khen cho em.[1]
- Ngày 6 tháng 5 năm 2013, Trung ương Đoàn thanh niên cộng sản Hồ Chí Minh đã truy tặng huân chương tuổi trẻ dũng cảm cho em.[2]
- Ngày 13 tháng 5 năm 2013, Chủ tịch Việt Nam Trương Tấn Sang truy tặng Huân chương dũng cảm cho em.[3]

### Tác phẩm thơ ca về Nguyễn Văn Nam
Sau khi Nam qua đời, nhiều cư dân mạng đã viết các bài thơ ca ngợi em.

### Đề thi Tốt nghiệp Trung học Phổ thông 2013
Trong kì thi tốt nghiệp Trung học Phổ hông năm 2013 hệ Trung học Phổ thông, ngày 2 tháng 6 năm 2013, hành động cứu người của Nguyễn Văn Nam đã được đưa vào đề thi tốt nghiệp môn Ngữ văn trong câu nghị luận xã hội 3 điểm. Câu hỏi có nội dung như sau:
Câu 2 (3 điểm)
Viết một bài văn ngắn khoảng 400 từ bày tỏ suy nghĩ của anh/chị về hành động dũng cảm cứu người của học sinh Nguyễn Văn Nam từ thông tin sau:
| “                                                                | Chiều ngày 30 tháng 4 năm 2013, bên bờ sông Lam, đoạn chảy qua xã Trung Sơn, huyện Đô Lương, tỉnh Nghệ An, Nguyễn Văn Nam (học sinh lớp 12T7, trường Trung học phổ thông Đô Lương I) nghe tiếng kêu cứu có người đuối nước dưới sông, em liền chạy đến. Thấy một nhóm học sinh đang chới với dưới nước, Nam đã nhảy xuống, lần lượt cứu được 3 em học sinh lớp 9 và 1 em học sinh lớp 6. Khi đẩy được em thứ 5 vào bờ thì Nam đã kiệt sức và bị dòng nước cuốn trôi. | ” |
| — Theo Khánh Hoan, Báo Thanh niên Online,ngày 6 tháng 5 năm 2013 | |   |

Đề thi này đã nhận được nhiều đánh giá sôi nổi từ cộng đồng mạng. Nhiều sĩ tử đã so sánh em với những kẻ sát nhân như Lê Văn Luyện hay Nguyễn Đức Nghĩa.
Trần Thị Phương, chị gái của Nam, khi nghe chuyện đề thi môn văn, đã nói: "Hôm nay tôi đang đi làm mùa thì bạn học ở Thành phố Hồ Chí Minh gọi điện báo một tin vui: "Vào mạng mà xem, em trai Phương vào đề thi môn văn hôm nay của cả nước đấy". Còn ông Nguyễn Văn Điều – bố của Nam mới biết tin qua con gái, nói: "Mất con là nỗi đau lớn trong đời làm cha, làm mẹ nhưng bữa ni con tôi được vô đề văn của cả nước, nghĩa là cả xã hội đang quan tâm đến sự hi sinh của con tôi thì gia đình rất tự hào. Thế là con tôi chết nhưng không mất đi. Gia đình tôi như có thêm sức mạnh để vượt qua nỗi đau. Vợ tôi nghe tin này đã đỡ buồn phiền hơn trước nên bớt quanh quẩn bên bàn học trống vắng của con".

## Thông tin bên lề
Cũng tại mảnh đất Nghệ An, ngày 17 tháng 6 năm 2013, Lê Văn Được (15 tuổi, học sinh lớp 9B trường Trung học cơ sở Thanh Ngọc, Thanh Chương) đã cứu 5 em nhỏ nữ khỏi đuối nước, và phần thưởng danh hiệu cũng như Nguyễn Văn Nam, nhưng may mắn rằng em vẫn còn sống.